# Хакан Ніблом
Хакан Ніблом (дан. Håkan Nyblom; нар. 26 листопада 1981, Вааса, провінція Пог'янмаа, Фінляндія) — данський борець греко-римського стилю, бронзовий призер чемпіонату світу, бронзовий призер чемпіонату Європи, чотириразовий чемпіон Північних чемпіонатів, учасник двох Олімпійських ігор.

## Життєпис
Боротьбою почав займатися з 1986 року. З 1997 по 2001 роки п'ять разів поспіль ставав чемпіоном Північних чемпіонатів серед юніорів. Виступав за борцівський клуб «Brydeklubb» Гернінг. Тренер — Ярек Піцара (з 2005). Його брат-близнюк Андерс Ніблом теж член збірної Данії з греко-римської боротьби, дворазовий чемпіон Північних чемпіонатів, учасник літніх Олімпійських ігор 2008 року в Пекіні.
Після завершення спортивної кар'єри — на тренерській роботі. Тренував зокрема срібного призера чемпіонату світу та Олімпійських ігор Марка Мадсена та чемпіона Європи Райбека Бісултанова.

## Спортивні результати на міжнародних змаганнях

### Виступи на Олімпіадах
| Змагання                    | Збірна | Вагова категорія                 | Місце |
| --------------------------- | ------ | -------------------------------- | ----- |
| Літні Олімпійські ігри 2004 | Данія  | греко-римська боротьба, до 55 кг | 8     |
| Літні Олімпійські ігри 2012 | Данія  | греко-римська боротьба, до 55 кг | 5     |

### Виступи на Чемпіонатах світу
| Змагання                        | Збірна | Вагова категорія                 | Місце  |
| ------------------------------- | ------ | -------------------------------- | ------ |
| Чемпіонат світу з боротьби 1999 | Данія  | греко-римська боротьба, до 54 кг | 30     |
| Чемпіонат світу з боротьби 2002 | Данія  | греко-римська боротьба, до 60 кг | 19     |
| Чемпіонат світу з боротьби 2003 | Данія  | греко-римська боротьба, до 55 кг | 8      |
| Чемпіонат світу з боротьби 2006 | Данія  | греко-римська боротьба, до 60 кг | 14     |
| Чемпіонат світу з боротьби 2007 | Данія  | греко-римська боротьба, до 60 кг | 26     |
| Чемпіонат світу з боротьби 2009 | Данія  | греко-римська боротьба, до 55 кг | Бронза |

### Виступи на Чемпіонатах Європи
| Змагання                         | Збірна | Вагова категорія                 | Місце  |
| -------------------------------- | ------ | -------------------------------- | ------ |
| Чемпіонат Європи з боротьби 2002 | Данія  | греко-римська боротьба, до 55 кг | 6      |
| Чемпіонат Європи з боротьби 2003 | Данія  | греко-римська боротьба, до 60 кг | 13     |
| Чемпіонат Європи з боротьби 2004 | Данія  | греко-римська боротьба, до 60 кг | 15     |
| Чемпіонат Європи з боротьби 2006 | Данія  | греко-римська боротьба, до 55 кг | 11     |
| Чемпіонат Європи з боротьби 2008 | Данія  | греко-римська боротьба, до 60 кг | Бронза |
| Чемпіонат Європи з боротьби 2009 | Данія  | греко-римська боротьба, до 60 кг | 13     |

### Виступи на Північних чемпіонатах
| Змагання                            | Збірна | Вагова категорія                 | Місце  |
| ----------------------------------- | ------ | -------------------------------- | ------ |
| Північний чемпіонат з боротьби 2000 | Данія  | греко-римська боротьба, до 58 кг | Золото |
| Північний чемпіонат з боротьби 2003 | Данія  | греко-римська боротьба, до 60 кг | Срібло |
| Північний чемпіонат з боротьби 2005 | Данія  | греко-римська боротьба, до 60 кг | Золото |
| Північний чемпіонат з боротьби 2006 | Данія  | греко-римська боротьба, до 60 кг | Золото |
| Північний чемпіонат з боротьби 2007 | Данія  | греко-римська боротьба, до 60 кг | Золото |
| Північний чемпіонат з боротьби 2009 | Данія  | греко-римська боротьба, до 60 кг | Бронза |
| Північний чемпіонат з боротьби 2011 | Данія  | греко-римська боротьба, до 60 кг | Бронза |

### Виступи на інших змаганнях
| Змагання                                                         | Збірна | Вагова категорія                 | Місце  |
| ---------------------------------------------------------------- | ------ | -------------------------------- | ------ |
| Тор Мастерс 2003                                                 | Данія  | греко-римська боротьба, до 60 кг | Золото |
| Гран-прі Німеччини з боротьби 2003                               | Данія  | греко-римська боротьба, до 55 кг | 6      |
| Гран-прі Німеччини з боротьби 2004                               | Данія  | греко-римська боротьба, до 55 кг | Срібло |
| Гран-прі Німеччини з боротьби 2005                               | Данія  | греко-римська боротьба, до 60 кг | 5      |
| Олімпійський кваліфікаційний турнір з боротьби 2008 (Роме-Остія) | Данія  | греко-римська боротьба, до 60 кг | 18     |
| Олімпійський кваліфікаційний турнір з боротьби 2008 (Новий Сад)  | Данія  | греко-римська боротьба, до 60 кг | 15     |
| Тор Мастерс 2009                                                 | Данія  | греко-римська боротьба, до 60 кг | Золото |
| Кубок Ядегара Імама 2009                                         | Данія  | греко-римська боротьба, до 60 кг | Срібло |
| Гран-прі Німеччини з боротьби 2009                               | Данія  | греко-римська боротьба, до 60 кг | 12     |
| Тестовий турнір FILA 2011                                        | Данія  | греко-римська боротьба, до 60 кг | Бронза |
| Тор Мастерс 2012                                                 | Данія  | греко-римська боротьба, до 60 кг | 4      |
| Золотий Гран-прі з боротьби 2012 (Сомбатгей)                     | Данія  | греко-римська боротьба, до 60 кг | 5      |
| Олімпійський кваліфікаційний турнір з боротьби 2012 (Софія)      | Данія  | греко-римська боротьба, до 55 кг | Золото |
| Trophee Milone 2012                                              | Данія  | греко-римська боротьба, до 60 кг | Бронза |
| Кубок Владислава Пітласинські 2012                               | Данія  | греко-римська боротьба, до 60 кг | Срібло |
| Гран-прі Іспанії з боротьби 2012                                 | Данія  | греко-римська боротьба, до 60 кг | Срібло |

### Виступи на змаганнях молодших вікових груп
| Змагання                                          | Збірна | Вагова категорія                 | Місце  |
| ------------------------------------------------- | ------ | -------------------------------- | ------ |
| Північний чемпіонат з боротьби серед юніорів 1997 | Данія  | греко-римська боротьба, до 49 кг | Золото |
| Північний чемпіонат з боротьби серед юніорів 1998 | Данія  | греко-римська боротьба, до 54 кг | Золото |
| Північний чемпіонат з боротьби серед юніорів 1999 | Данія  | греко-римська боротьба, до 54 кг | Золото |
| Чемпіонат світу з боротьби серед юніорів 1999     | Данія  | греко-римська боротьба, до 54 кг | 17     |
| Північний чемпіонат з боротьби серед юніорів 2000 | Данія  | греко-римська боротьба, до 58 кг | Золото |
| Чемпіонат світу з боротьби серед юніорів 2000     | Данія  | греко-римська боротьба, до 54 кг | 13     |
| Північний чемпіонат з боротьби серед юніорів 2001 | Данія  | греко-римська боротьба, до 58 кг | Золото |
| Чемпіонат світу з боротьби серед юніорів 2001     | Данія  | греко-римська боротьба, до 54 кг | 4      |